# Eurhynchiella scariosa
Eurhynchiella scariosa là một loài rêu trong họ Brachytheciaceae. Loài này được Taylor R.S. Williams mô tả khoa học đầu tiên năm 1928.